# Kalenderinscriptie van Priëne

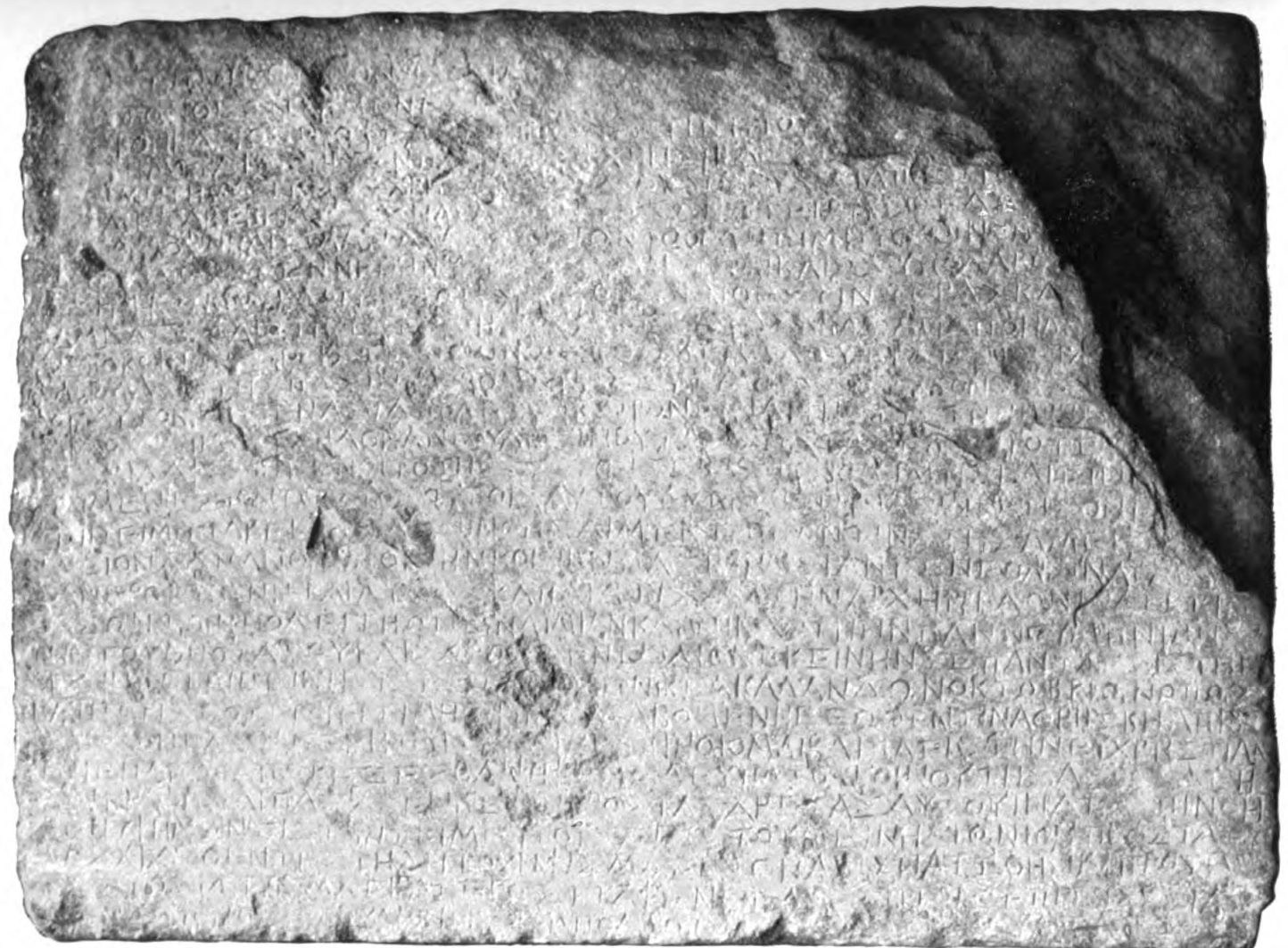
De Kalenderinscriptie van Priëne, deel 1. Uit Adolf Deissmann: Licht vom Osten: Das Neue Testament und die neuentdeckten Texte der hellenistisch-römischen Welt (Tübingen: Mohr Siebeck, ^{4}1923), 316.

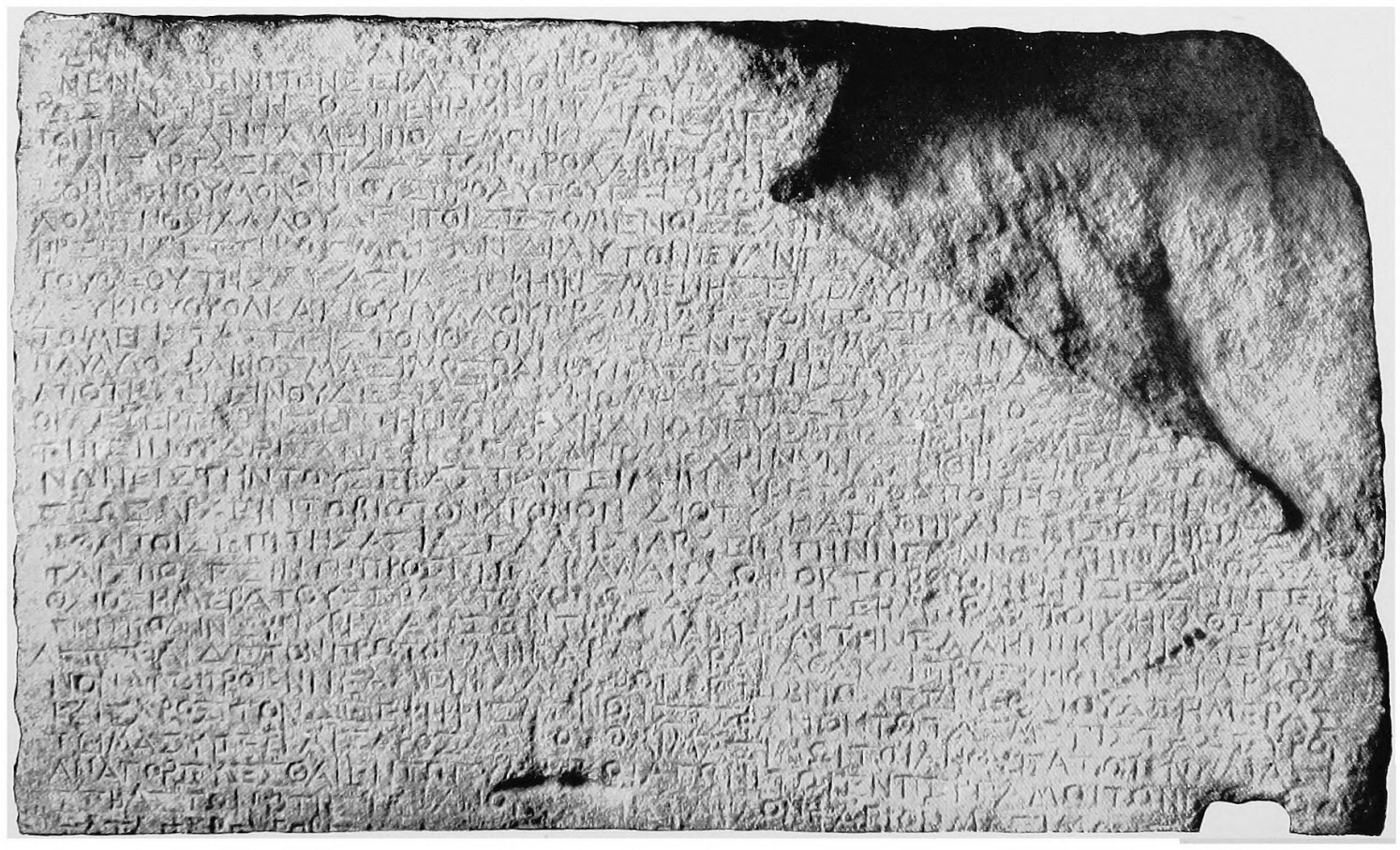
De Kalenderinscriptie van Priëne, deel 2. Uit Deissmann, Licht vom Osten, 317.

De Kalenderinscriptie van Priëne is een inscriptie in steen van 9 v. Chr. uit Priëne (een oude Griekse stad in West-Turkije bij Milete) waarin het woord euangelion (evangelie, τό εὐαγγέλιον) voorkomt in een tekst over keizer Augustus. De inscriptie dankt zijn naam aan het gebruik van de geboortedatum van Augustus voor een nieuwe jaartelling, een tijdvak van vrede en voorspoed, en een Romeins besluit dat daarvoor werd uitgevaardigd, nadat een voorstel daartoe door proconsul Paulus Fabius Maximus door de Klein-Aziatische steden was aangenomen.
De inscriptie is onder meer van belang omdat het toont dat het taalgebruik van het Nieuwe Testament geworteld is in de keizerlijke terminologie die toentertijd gangbaar was. In de inscriptie wordt Augustus aangeduid als "redder" (σωτήρ, sōtēr) die "verschenen is" (ἐπιφαίνω, epiphainō, vgl. epifanie), waarbij de geboortedag van de god (τοῦ θεοῦ, tou theou) Augustus geldt als "goed nieuws" (εὐαγγέλιόν euangelion, evangelie) voor de mensheid. Het woord εὐαγγέλιόν betekent hier "goed nieuws" en deze inscriptie illustreert dat het in de Romeinse periode werd gebruikt om het goede nieuws van een nieuwe heerschappij of keizer aan te kondigen als politieke propaganda, bijvoorbeeld een heerser die een oorlog beëindigde.
De inscriptie is gevonden op de markt van Priëne en bevindt zich heden in de Staatliche Museen zu Berlin.

## Tekst
De inscriptie is tweetalig. De Griekse hoofdtekst wordt gevolgd door een appendix in het Latijn. De volledige inscriptie besloeg 84 regels, verdeeld over twee blokken steen van respectievelijk 48,5 x 67 cm en 84 x 68 cm (dikte van beide delen 34 cm). De tekst is redelijk goed bewaard gebleven. Voor de reconstructie van de tekst wordt ook gebruik gemaakt van verwante inscripties uit andere Klein-Aziatische steden (Apamea, Eumenië (Eumeneia), Metropolis). Ook in Dorylaeum (Frygië) werd een verwante inscriptie gevonden. Het eerste en tevens bekendste deel van de tekst wordt hieronder weergegeven.

### Vertaling
'Het heeft de Grieken van Asia behaagd (te besluiten tot aanpassing van de jaartelling), volgens de hogepriester Apollonius van Menophilus Azanitus: “Omdat de Voorzienigheid, die alles regelt en diep met ons meeleeft, de volkomen orde heeft aangebracht door ons Augustus te schenken, die Zij vervulde met deugdzaamheid zodat hij de mensheid ten voordeel kan strekken. Zij zendt hem als redder, voor ons en ons nageslacht, opdat hij oorlogen kan beëindigen en alles kan bestieren. En omdat hij als Caesar door zijn verschijning onze verwachtingen overtrof en alle voorgaande weldoeners voorbijstreeft, en zelfs aan het nageslacht elke hoop ontneemt om zijn daden te overtreffen, en omdat de geboortedag van de god Augustus het begin was van het goede nieuws voor de wereld dat kwam door hem". Besloten in Smyrna, Asia.'

De Griekse tekst is in verschillende boeken uitgegeven en staat ook op internet.
Voor een bespreking zie Deissman, Pfolhl en Koester.

### Origineel Grieks
(regel 30-41)
Εδοξεν τοις επι της Ασιας Ελλησιν, γνωμη του αρχιερεως Απολλωνιου του Μηνοφιλου Αζανιτου· Επειδη η παντα διαταξασα του βιου ημων προνοια σπουδην εισενενκαμενη και φιλοτιμιαν το τεληοτατον τω βιω διεκοσμησεν ενενκαμενη τον Σεβαστον, ον εις ευεργεσιαν ανθρωπων επληρωσεν αρετης, ωσπερ ημειν και τοις μεθ ημας σωτηρα πεμψασα τον παυσοντα μεν πολεμον, κοσμησοντα δε παντα, επιφανεις δε ο Καισαρ τας ελπιδας των προλαβοντων ευανγελια παντων υπερεθηκεν, ου μονον τους προ αυτου γεγονοτας ευεργετας υπερβαλομενος, αλλ ουδ εν τοις εσομενοις ελπιδα υπολιπων υπερβολης, ηρξεν δε τω κοσμω των δι αυτον ευανγελιων η γενεθλιος ημερα του θεου· της δε Ασιας εψηφισμενης εν Σμυρνη.

## Overeenkomst
Er zijn overeenkomsten met het Evangelie van Marcus.
Het begin van het Evangelie van Jezus Christus Zoon van God
en met het Evangelie van Lucas
De engel zei tegen hen: Wees niet bang, want ik kom jullie goed nieuws brengen, dat het hele volk met vreugde zal vervullen: vandaag is in de stad van David jullie redder geboren, Hij is de messias, de Heer 
waarin vergelijkbare bewoordingen als in de Romeinse keizercultus worden gebruikt.